# Leucostoma nimirum
Leucostoma nimirum là một loài ruồi trong họ Tachinidae.